# Saravane (huyện)
Saravane (tiếng Lào: ເມືອງສາລະວັນ) là một huyện (muang, mường) thuộc tỉnh Saravane ở hạ Lào . Thị trấn Saravane đồng thời là huyện lỵ và cả tỉnh lị của tỉnh